# Дју (фараон)
Дју (такође познат и као Небви) био је прединастички фараон древног Египта. Владао је током 32. века п.н.е. Дужина његове владавине није позната.

## Доказ о постојању
1910. је египтолог Жан Кледа открио први доказ о постојању Дјуа. Ископавајући је открио фрагменте на којима је писало Дјуево име. 1912. је откривена гробница у којој је била насликана тегла која на себи има два сокола, а то је било Дјуево име.